# Municipio de Altar
El Municipio de Altar es uno de los 72 municipios del estado mexicano de Sonora, ubicado en el noroeste del estado colindando con la frontera de Estados Unidos y localizado en el Desierto de Sonora. Su cabecera municipal y localidad más poblada es el pueblo homónimo de Altar, otras localidades importantes son Llano Blanco, 16 de Septiembre, entre otras.
Fue nombrado como municipio de 31 de octubre de 1825 bajo el nombre de Municipio de Villa Figueroa. Según el Censo de Población y Vivienda realizado en 2020 por el Instituto Nacional de Estadística y Geografía (INEGI), tiene un total de 9,492 habitantes, el municipio posee una superficie de 3,944 km². Su producto interno bruto per cápita es de USD 8,539 y su índice de desarrollo humano (IDH) es de 0.8186. Como a la mayoría de los municipios de Sonora, el nombre se le dio por su cabecera, el pueblo de Altar.

## Historia como municipio
El territorio del municipio estuvo habitado originalmente por el grupo étnico de los pimas altos. Fue hasta 1775 que se fundó el pueblo de Altar, por el capitán Bernardo de Urrea, en ese entonces con categoría de presidio militar, habiéndosele llamado sucesivamente Santa Gertrudis de Altar y Nuestra Señora de Guadalupe de Altar. En el año de 1820 se restableció la Constitución española del Cádiz (ya que en 1813 se habían decretado los primeros municipios de lo que era el Estado de Occidente), y el 31 de octubre del año de 1825 se erigió como municipio bajo del nombre de Villa Figueroa en honor del general José Figueroa, comandante general del Estado de Occidente, quien acababa de someter al orden a la tribu yaqui.
Posteriormente, la Constitución de 1831 determinó que el estado se dividiera en partidos, y se creó el Partido de Villa Figueroa, y siendo el 13 de mayo de 1848 se suprimió como partido bajo la constitución de ese año. El 15 de septiembre de 1917 se aprobó la Constitución Política del Estado de Sonora y se eligieron 67 municipios entre estos el de Altar en ese entonces gobernado por un presidente municipal y cuatro regidores según la ley, y se creó el Distrito de Altar que comprendía 10 municipios vecinos: Altar, Atil, Caborca, Puerto Peñasco, Oquitoa, Pitiquito, Sáric, Trincheras, Tubutama y San Luis Río Colorado. Y fue hasta el 10 de septiembre de 1932 cuando se le confirmó su nombre actual de Villa de Altar o sólo Altar.

## Geografía
El municipio de Altar se localiza en la parte noroeste del Estado de Sonora, en el paralelo 30°42' de latitud norte y a los 11°49' de longitud al oeste del meridiano de Greenwich, a una altura mínima de 200 metros sobre el nivel del mar y una máxima de 1,700. Limita al norte con el condado de Pima en los Estados Unidos, al noreste con el municipio de Sáric, al este con los municipios de Atil y Tubutama, al sureste con los municipios de Oquitoa y Trincheras, al sur con el municipio de Pitiquito y al suroeste, este y noroeste con el municipio de Caborca.

### Límites municipales
Tiene límites administrativos con los siguientes municipios/condados según su ubicación:
| Noroeste: Caborca | Norte: Condado de Pima, Arizona, Estados Unidos | Nordeste: Sáric               |
| Oeste: Caborca    |                                                 | Este: Tubutama y Atil         |
| Suroeste: Caborca | Sur: Pitiquito                                  | Sureste: Oquitoa y Trincheras |

Tiene una extensión territorial de 3,944 kilómetros cuadrados, que representa el 2.47% de la superficie total estatal, siendo el décimo estado más extenso del estado.

### Clima
El clima del municipio es muy seco, cálido, con una temperatura media anual de 21.8 °C, presentándose una máxima de 31.6 °C y una mínima de 12 °C en los meses de diciembre a febrero.

### Orografía
El territorio del municipio constituye un plano inclinado de 400 a 200 metros de altura, que va descendiendo en dirección a la costa del Golfo de California, cortado por varias serranías al norte y al oeste, teniendo entre éstas serranías su punto más alto de 1,700 metros sobre el nivel del mar, el 45% del territorio corresponde a zonas planas, el 25% a zonas semiplanas y el restante 30% a zonas accidentadas. Algunas de las serranías son Sierra El Cobre, Sierra El Humo, Sierra San Manuel, Sierra El Batamote, Sierra El Chanate, y algunos accidentes geográficos como: Cerro Amarillo, Cerro La Ventana, Cerro Atravesado, Cerro El Plomo, Cerro San Antonio, Cerro El Potrero.

### Hidrografía
La hidrografía del municipio la constituyen el río Altar, los arroyos El Humo, El Plomo, El Coyote, El Sásabe, el río Seco y El Muchachito, los cuales solo tienen caudal en época de lluvias.

### Flora y fauna
La mayor parte del municipio está constituido por matorral xerófilo microfilo, cuyas especies más importantes se encuentran diseminadas por todo el territorio y principalmente en el norte del municipio, donde se encuentran nopaleras, cardenales y garambullos.
La fauna del municipio la constituyen las especies de:
- Anfibios: sapo, sapo toro
- Reptiles: tortuga del desierto, cachora, camaleón, culebra, chirrionera, víbora sorda
- Mamíferos: puma, lince, coyote, jabalí, mapache, tejón, liebre, conejo, zorra gris, ardilla, entre otros.[9]

## Demografía
De acuerdo a los resultados del Censo de Población y Vivienda realizado en 2020 por el Instituto Nacional de Estadística y Geografía (INEGI), la población total del municipio es de 9,492 habitantes; con una densidad poblacional de 2.40 hab/km², y ocupa el puesto 24° en el estado por orden de población. Del total de pobladores, 4,712 son hombres y 4,780 son mujeres. En 2020 había 3644 viviendas, pero de estas 2668 viviendas estaban habitadas, de las cuales 890 estaban bajo el cargo de una mujer. Del total de los habitantes, 88 personas mayores de 3 años (0.93% del total municipal) habla alguna lengua indígena; mientras que 89 habitantes (0.94%) se consideran afromexicanos o afrodescendientes.
El 82.99% del municipio pertenece a la religión católica, el 12.38% es cristiano evangélico/protestante o de alguna variante y el 0.01% es de otra religión, mientras que el 4.51% no profesa ninguna religión.

### Educación y salud
Según el Censo de Población y Vivienda de 2020; 34 niños de entre 6 y 11 años (0.36% del total), 41 adolescentes de entre 12 y 14 años (0.43%), 416 adolescentes de entre 15 y 17 años (4.38%) y 291 jóvenes de entre 18 y 24 años (3.07%) no asisten a ninguna institución educativa. 231 habitantes de 15 años o más (2.43%) son analfabetas, 298 habitantes de 15 años o más (3.14%) no tienen ningún grado de escolaridad, 771 personas de 15 años o más (8.12%) lograron estudiar la primaria pero no la culminaron, 334 personas de 15 años o más (3.52%) iniciaron la secundaria sin terminarla, teniendo el municipio un grado de escolaridad de 8.73.
La cantidad de población que no está afiliada a un servicio de salud es de 3075 personas, es decir, el 32.4% del total municipal, de lo contrario el 67.52% sí cuenta con un seguro médico ya sea público o privado. En el territorio, 540 personas (5.69%) tienen alguna discapacidad o límite motriz para realizar sus actividades diarias, mientras que 88 habitantes (0.93%) poseen algún problema o condición mental.
El municipio cuenta con 8 escuelas preescolares, 8 primarias, y 4 secundarias, 1 bachillerato y ninguna escuela de formación para el trabajo.

### Localidades
EL municipio se divide en 144 localidades:
| Localidad                     | Población |
| Total Municipio               | 9,492     |
| Altar                         | 8,439     |
| 16 de Septiembre              | 387       |
| Llano Blanco                  | 363       |
| La Angostura                  | 22        |
| El Plomo                      | 15        |
| María Eugenia (Los Chacuales) | 12        |
| Rancho Seco                   | 12        |
| Arturo Monteverde             | 12        |

El mapa de las localidades más importantes del municipio

Otras pequeñas localidades son: Cortijo de los Chirriones, Santa Elena, El Dragón, La Orozqueña, Villahermosa entre otros.

## Gobierno
La sede del ayuntamiento se encuentra en el pueblo de Altar, donde se encuentra el palacio municipal. El ejercicio gubernamental recae en el presidente municipal y su gabinete, electos cada 3 años. El ayuntamiento está integrado por un presidente municipal, un síndico, 3 regidores de mayoría relativa y 2 de representación proporcional, y es auxiliado por los delegados de las comunidades. La reglamentación municipal se basa en el Bando de policía y buen gobierno.
El municipio pertenece al I Distrito Electoral Federal de Sonora de la Cámara de Diputados del Congreso de la Unión de México con sede en San Luis Río Colorado, y al III Distrito Electoral Local del Congreso del Estado de Sonora con sede en Heroica Caborca.

### Cronología de presidentes municipales
| Período   | Presidente Municipal           | Partido(s) Político(s)               |
| --------- | ------------------------------ | ------------------------------------ |
| 1991-1994 | Miguel Ángel López Quiróz      | Partido Revolucionario Institucional |
| 1994-1997 | Julio César Mendoza Urrea      | Partido Acción Nacional              |
| 1997-2000 | Domingo Pesqueira Bárcenas     | Partido Revolucionario Institucional |
| 2000-2003 | Francisco García Aten          | Partido de la Revolución Democrática |
| 2003-2006 | Francisco Hernández Negrete    | Partido Revolucionario Institucional |
| 2006-2009 | Romeo Monteverde Estrella      | Partido de la Revolución Democrática |
| 2009-2012 | Rafael Rivera Vidrio           | Partido Acción Nacional              |
| 2012-2015 | Martha Elsa Vidrio Federico    | Partido Acción Nacional              |
| 2015-2021 | Everardo Martínez Díaz         | Alianza PRI, PVEM y Nueva Alianza    |
| 2021-2024 | Luis Ángel Valenzuela Mendivil | Morena                               |